# ايمانويل ساربونغ
ايمانويل ساربونغ (بالإنجليزية: Emmanuel Sarpong)‏ هو لاعب كرة قدم غاني، ولد في 5 نوفمبر 1971 في غانا. لعب مع نادي فيسترلو.